# Ward Hermans
Cornelius Eduardus (Ward) Hermans (Turnhout, 6 februari 1897 – Deurne, 23 november 1992) was een Vlaams-nationalistisch politicus, publicist en dichter.

## Levensloop

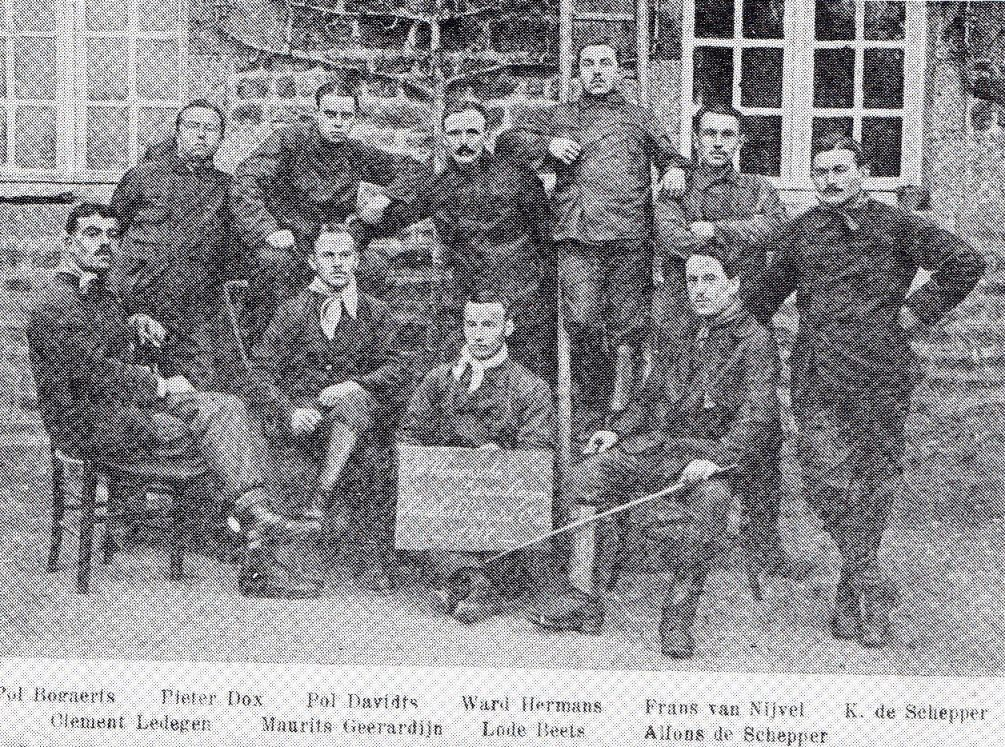
De "Tien Vlaamse houthakkers", Ward Hermans, derde van rechts, staand (1918)

Tijdens de Eerste Wereldoorlog meldde hij zich in januari 1915 als vrijwilliger aan in het Belgisch leger. Van augustus 1915 tot mei 1918 maakte hij deel uit van de 2e Infanteriedivisie aan het IJzerfront. Teleurgesteld door de daar heersende taaltoestanden sloot hij zich aan bij de Frontbeweging. Hermans was als medewerker actief bij het dagblad Ons Vaderland, waarin hij artikelen en gedichten streef. Als straf voor zijn flamingantische activiteiten werd hij in juli 1918 overgeplaatst naar het houthakkerspeloton van de Orne in Normandië. Hij bleef daar actief tot in maart 1919.
Na de oorlog was Hermans een van de drijvende krachten achter het Verbond der Vlaamsche Oudstrijders in het arrondissement Mechelen. Hij wierp zich al snel in de strijd voor amnestie voor gestrafte activisten. Hij werd tevens journalist bij De Schelde en publiceerde tevens essays, boeken en drie dichtbundels.
Hij werd ook actief in het Vlaamsche Front. In 1925 trok hij de Kamerlijst van deze partij in het arrondissement Mechelen, maar hij werd niet verkozen. Bij de verkiezingen van 1929 werd hij wel verkozen in de Kamer, waar hij een radicaal anti-Belgische houding aannam. Nadat hij in mei 1932 openlijk steun verleende aan het Verdinaso van Joris Van Severen, werd Hermans uit de Vlaams-nationalistische Kamerfractie gestoten. Om dezelfde reden nam hij in 1934 ontslag uit het IJzerbedevaartcomité. Eerder had Hermans in 1931 het beheer en de redactie van het lokale Vlaams-nationalistische blad De Klauwaert naar zich toegetrokken en eind 1931 de radicaal-rechtse en Dietse partij Vlaamsch Nationaal Verbond opgericht. Met deze partij trok Hermans naar de verkiezingen van 1932, waarbij hij niet herkozen werd als Kamerlid.
Eind 1932 sloot hij zich aan bij het Verdinaso, waar zijn partij Vlaamsch Nationaal Verbond in opging. In 1934 werd hij er reeds aan de deur gezet omdat hij zich niet neerlegde bij de Nieuwe Marsrichting. In 1936 trad Hermans, die zich inmiddels als bewonderaar van het nationaalsocialisme en als aanhanger van het antisemitisme had opgeworpen, toe tot het Vlaams Nationaal Verbond onder leiding van Staf Declercq. In april 1936 werd Hermans tot VNV-arrondissementsleider in Mechelen benoemd. Via intriges, en met financiële steun uit nazi-Duitsland en van Carel Gerretson, nam hij al snel De Schelde, de Antwerpse Frontpartij-krant, over. In november 1936 werd deze krant omgedoopt in Volk en Staat, waarvan Hermans medewerker was.
Bij de verkiezingen van 1936 trok Hermans de VNV-Kamerlijst in het arrondissement Mechelen, maar hij werd niet verkozen als volksvertegenwoordiger. Omdat hij al te opzichtig het nationaalsocialisme verdedigde en zich niets aantrok van de voorzichtige koers van het VNV, kwam Hermans al snel in conflict met Staf Declercq. Ook was hij correspondent van een aantal Duitse dagbladen en had hij contacten met de Sicherheitsdienst, onder meer via zijn journalistiek werk tegen de Belgische "bezetting" van de Oostkantons. In 1939 werd Hermans opnieuw verkozen in de Kamer, waar hij bleef zetelen tot in 1946. Hij liet zich opnieuw kennen met hevige anti-Belgische taal, pleitte voor amnestie voor gestrafte oud-strijders en bekritiseerde de Belgische buitenlandse politiek.

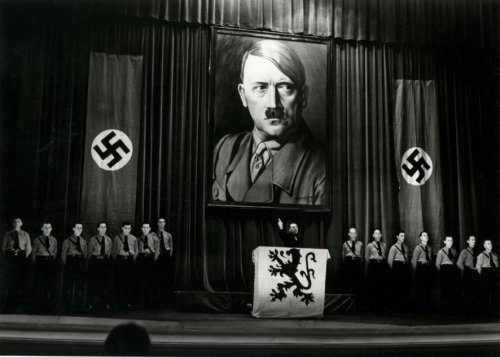
Hermans spreekt op SS-bijeenkomst in Gent, 1941

Bij het uitbreken van de Tweede Wereldoorlog in 1940 werd Hermans door de Belgische Staatsveiligheid aangehouden en met een zogenaamde spooktrein naar een Frans interneringskamp gedeporteerd. In augustus 1940 keerde hij terug naar België. In november van dat jaar nam hij ontslag uit het VNV en richtte hij samen met René Lagrou de Algemeene-SS Vlaanderen op. In december 1940 werd hij eveneens hoofdredacteur van De SS-Man, waarin hij zijn groot-Duitse overtuiging aankondigde. Ook reageerde hij tegen het Militaire Bestuur dat het VNV steunde. In mei 1941 werd zijn positie onmogelijk en week hij uit naar Berlijn, waar Hermans actief was als correspondent van de dagbladen Het Vlaamsche Land, De Gazet en De Vlaamsche Post. Deze bladen verkondigden de strekking van DeVlag, waarvan Hermans eveneens lid was. Ook was hij ambtenaar bij het Volkspolitische Amt van de NSDAP, belast met de propagandavoering bij de Vlaamse arbeiders in Duitsland. Voor zijn vertrek naar Duitsland speelde Hermans bovendien een rol in de vrijlating van Vlaamse krijgsgevangenen in Duitsland.
Na de ineenstorting van Nazi-Duitsland dook Hermans onder in Berlijn, waar hij in november 1946 door Britse soldaten werd gearresteerd. Enkele maanden eerder was hij door de krijgsraad van Mechelen bij verstek ter dood veroordeeld. Nadat Hermans beroep had aangetekend, werd hij op 9 juli 1947 veroordeeld tot levenslange opsluiting en 10 miljoen frank schadevergoeding. In 1949 werd deze straf – ditmaal na beroep van het auditoraat-generaal – bevestigd voor het Krijgshof in Brussel.
In 1955 kwam hij vervroegd vrij, onder andere op voorspraak van Kamiel Huysmans. Zijn inzet voor de vrijlating van Vlaamse krijgsgevangenen werd als een verzachtende omstandigheid beschouwd. In zijn cel schreef hij honderden gedichten en zijn apologie. Na zijn vrijlating bleef hij actief als essayist, dichter, romanschrijver en voordrachtgever. Zijn politieke rol was echter uitgespeeld, onder meer omdat hij het nationaalsocialisme bleef verheerlijken.

## Publicaties
- Gedichten van Liefde en Strijd, 1919
- Liederen bij nacht en bij dageraad, 1921
- De geestelijke zwerftocht, 1922
- Het treurspel voor recht en beschaving, 1923
- Een woord aan de R.C. Vlaamsche Nationalisten met "Een open brief" aan zijn E. Cardinaal Mercier, 1924
- Het bevolkingsvraagstuk in België, 1926
- De deemstering der Europeesche beschaving, 1928
- De Europeesche oriënteering van het Vlaamsche Nationalisme, 1928
- Het Fransch-Belgisch geheim akkoord. Verweerschrift, 1929
- Belgien vor dem Weltgericht, 1929
- Wat is en wat wil het Vlaamsch nationalisme, 1931
- Federaal Statuut en Groot- Nederland, 1931
- De crisis in het Vlaamsch Nationalisme, 1933
- Jodendom, marxisme en wereldheerschappij, 1933
- Het zwartboek van de Belgische oorlogsgruwelen 1914-1918, 1934
- Het Boek der Stoute Waarheden. West-Europeesche perspectieven, 1935
- Jodendom en communisme zonder masker. Nog stoute waarheden, 1936
- Van Eger tot Jasina. 100 dagen in Tsjecho-Slowakije, 1938
- Le Vernet d'Ariège. Van het Belgisch Parlement naar het Fransch concentratiekamp, 1940
- Deutsch flämische, Vlaamsch-Duitsche Harmonie, 1943
- Liederen voor mijn volk, 1944
- Apocalypsis, 1958 (privé-uitgave)
- Jan van Gent. Roman uit het leven van een Vlaamse familie rond twee wereldoorlogen, 1962
- Poëzie achter tralies, 1964
- Het land van Onan Cyclopië, 1964
- Socratische gesprekken. De ondergang van het Westers burgerdom, 1964
- Waarom het echt onmogelijk was, 1971